# Paccar
PACCAR, Inc. je jedním z největších výrobců těžkých nákladních vozidel na světě a jeho dceřiné společnosti vyrábí mnoho lehkých a středních nákladních vozidel.

## Historie
Firma byla založena v Bellevue ve státě Washington v roce 1905 Williamem Pigottem jako Seattle Car Manufacturing Company. Jejím původním zaměřením byla výroba železničního a dřevorubeckého vybavení. Po sloučení s portlandskou firmou Twohy Brothers se z Seattle Car Manufacturing Company stala Pacific Car and Foundry Company.
Během druhé světové války vyráběla tanky M4 Sherman pro U.S. Army.
Pacific Car and Foundry Company koupila Kenworth Motor Truck Company ze Seattlu v roce 1945 stejně jako Peterbilt Motors Company a Dart Truck Company o 13 let později. V roce 1972 bylo jméno společnosti oficiálně změněno z Pacific Car and Foundry Company na PACCAR Inc.
Roku 1981 PACCAR získal Foden Trucks, britského výrobce nákladních vozů. O patnáct let později, v roce 1996, získal nizozemskou společnost DAF, která měla tehdy finanční potíže.
V roce 1998 PACCAR koupil britský Leyland pro jeho schopnost navrhovat a vyrábět lehká a střední nákladní auta (od 6 do 44 tun).
S Peterbiltem, Kenworthem, Leylandem, Fodenem a DAFem je PACCAR druhým největším výrobcem nákladních aut ve Spojených státech a třetím největším výrobcem nákladních automobilů celosvětově. Vedoucím výrobcem ve Spojených státech je Freightliner, patřící koncernu DaimlerChrysler. Mezi dalšími největšími soupeři jsou Navistar International a Volvo.

## Dceřiné společnosti
- Kenworth
  - Kenworth Australia
  - Kenworth Mexicana
- Peterbilt
- DAF Trucks
- Leyland Trucks
- výrobci navijáků (Braden, Carco a Germatic)
- PacLease
- PACCAR Parts
- PACCAR Financial Corp
- PACCAR International
- Dynacraft